# Wyspy Rosji
Poniższa tabela przedstawia największe wyspy Rosji według powierzchni. Dane pochodzą z listy Programu Środowiskowego Organizacji Narodów Zjednoczonych:
| Lp. | Wyspa                           | Położenie (archipelag lub akwen) | jednostka administracyjna             | Powierzchnia (km²) | Maks. wysokość (m n.p.m.) |
| --- | ------------------------------- | -------------------------------- | ------------------------------------- | ------------------ | ------------------------- |
| 1   | Sachalin                        | Morze Ochockie                   | obwód sachaliński                     | 72 492,9           | 1609                      |
| 2   | Wyspa Północna Nowej Ziemi      | Nowa Ziemia                      | obwód archangielski                   | 47 078,7           | 1312                      |
| 3   | Wyspa Południowa Nowej Ziemi    | Nowa Ziemia                      | obwód archangielski                   | 33 246,0           | 1292                      |
| 4   | Kotielnyj                       | Wyspy Nowosyberyjskie            | Jakucja                               | 24 000             | 320                       |
| 5   | Wyspa Rewolucji Październikowej | Ziemia Północna                  | Kraj Krasnojarski                     | 14 203,6           | 965                       |
| 6   | Bolszewik                       | Ziemia Północna                  | Kraj Krasnojarski                     | 11 205,9           | 935                       |
| 7   | Komsomolec                      | Ziemia Północna                  | Kraj Krasnojarski                     | 8811,8             | 781                       |
| 8   | Wyspa Wrangla                   | Ocean Arktyczny                  | Czukocki Okręg Autonomiczny           | 7865,5             | 1096                      |
| 9   | Nowa Syberia                    | Wyspy Nowosyberyjskie            | Jakucja                               | 6201,1             | 76                        |
| 10  | Wielka Wyspa Lachowska          | Wyspy Nowosyberyjskie            | Jakucja                               | 5156,6             | 311                       |
| 11  | Kołgujew                        | Morze Barentsa                   | obwód archangielski                   | 4968,2             | 176                       |
| 12  | Wajgacz                         | Morze Barentsa/Karskie           | obwód archangielski                   | 3329,0             | 171                       |
| 13  | Iturup                          | Wyspy Kurylskie                  | obwód sachaliński                     | 3238,2             | 1639                      |
| 14  | Ziemia Jerzego                  | Ziemia Franciszka Józefa         | obwód archangielski                   | 2820,8             | 416                       |
| 15  | Ziemia Wilczka                  | Ziemia Franciszka Józefa         | obwód archangielski                   | 2203,3             | 606                       |
| 16  | Paramuszyr                      | Wyspy Kurylskie                  | obwód sachaliński                     | 2043,5             | 1813                      |
| 17  | Ajon                            | Morze Wschodniosyberyjskie       | Czukocki Okręg Autonomiczny           | 2000               | 64                        |
| 18  | Wyspa Karagińska                | Morze Beringa                    | Kraj Kamczacki                        | 1936               | 957                       |
| 19  | Wyspa Biała                     | Morze Karskie                    | Jamalsko-Nieniecki Okręg Autonomiczny | 1810,4             | 24                        |
| 20  | Bolszoj Szantar                 | Wyspy Szantarskie                | Kraj Chabarowski                      | 1766,1             | 701                       |
| 21  | Wyspa Biegiczewa                | Morze Łaptiewów                  | Jakucja                               | 1763,7             | 201                       |
| 22  | Wyspa Beringa                   | Wyspy Komandorskie               | Kraj Kamczacki                        | 1660               | 751                       |
| 23  | Kunaszyr                        | Wyspy Kurylskie                  | obwód sachaliński                     | 1612,2             | 1820                      |
| 24  | Wyspa Grahama Bella             | Ziemia Franciszka Józefa         | obwód archangielski                   | 1556,6             | 509                       |
| 25  | Pionier                         | Ziemia Północna                  | Kraj Krasnojarski                     | 1526,8             | 382                       |
| 26  | Urup                            | Wyspy Kurylskie                  | obwód sachaliński                     | 1436,5             | 1430                      |
| 27  | Olenij                          | Morze Karskie                    | Jamalsko-Nieniecki Okręg Autonomiczny | 1197,4             | 16                        |
| 28  | Ziemia Aleksandry               | Ziemia Franciszka Józefa         | obwód archangielski                   | 1095,3             | 382                       |
| 29  | Wyspa Halla                     | Ziemia Franciszka Józefa         | obwód archangielski                   | 1049,4             | 502                       |
| 30  | Wyspa Salisbury’ego             | Ziemia Franciszka Józefa         | obwód archangielski                   | 959,6              | 482                       |